# Xanca de galtes taronja
La xanca de galtes taronja (Grallaria erythrotis) és una espècie d'ocell de la família dels gral·làrids (Grallariidae).

## Hàbitat i distribució
Habita la selva pluvial dels Andes de Bolívia central.